# 中国四大名鸡
中国四大名鸡，是中国境内较为著名的四种整鸡菜肴的总称。
民间相传的“四大名鸡”包括山东德州扒鸡、辽宁沟帮子熏鸡、河南道口烧鸡和安徽符离集烧鸡。这四种整鸡菜肴因近代铁路运输的发展而闻名全国。此外，有时江苏常熟的叫花鸡、河北保定的卤煮鸡和四川泸州的煮鸡（一种当地特色的白斩鸡）亦常被列入“中国四大名鸡”之中。
- 德州扒鸡
- 符离集烧鸡